# Washington State Gambling Commission
Комісія з азартних ігор штату Вашингтон або Washington State Gambling Commission (WSGC) — це державне відомство уряду штату Вашингтон, засноване 1973 року як рада ігрового контролю штату, яке відповідає за виконання законів та положень про азартні ігри. Ця організація є другим за віком національним агентством такого типу. Директором Вашингтонської азартної комісії є Рік Дей, який працює директором з 2001 року.